# Gobierno de Enrique Olaya Herrera
El Gobierno de Enrique Olaya Herrera, se dio entre el 7 de agosto de 1930 y el 7 de agosto de 1934, en Colombia, fue el primero del periodo conocido como la República Liberal (1930-1946), luego de la Hegemonía Conservadora entre 1886 y 1930.

## Llegada al poder
El 22 de enero de 1930, la candidatura de Olaya Herrera, fue inscrita por un grupo de amigos liberales y conservadores en Puerto Berrío (Antioquia). Dos días después Olaya hizo su entrada en Bogotá, donde fue recibido por el liberalismo. Su triunfo llegó el 9 de febrero de 1930, cuando las elecciones dieron el siguiente resultado: 369 962 votos por Enrique Olaya Herrera, 240 284 votos por Guillermo Valencia y 213 417 votos por Alfredo Vázquez Cobo. El sector de avanzada del conservatismo adhirió a la candidatura de Olaya Herrera, entre ellos especialmente los republicanos, encabezados por el expresidente Carlos Eugenio Restrepo. Su campaña fue innovadora por el uso del transporte aéreo y de la radio.

## Gabinete ministerial
| Ministerio                                    | Imagen | Nombre                        | Partido             | Inicio                   | Final                    |  |
| --------------------------------------------- | ------ | ----------------------------- | ------------------- | ------------------------ | ------------------------ |  |
| Ministro de Gobierno                          |        | Carlos Eugenio Restrepo       | Partido Conservador | 7 de agosto de 1930      | 23 de junio de 1931      |  |
| Ministro de Gobierno                          |        | Jesús Antonio Hoyos (e)       |                     | 24 de junio de 1931      | 27 de julio de 1931      |  |
| Ministro de Gobierno                          |        | Gral. Agustín Morales Olaya   | Partido Conservador | 28 de julio de 1931      | 21 de septiembre de 1933 |  |
| Ministro de Gobierno                          |        | Gabriel Turbay Abunader       | Partido Liberal     | 21 de septiembre de 1933 | 28 de mayo de 1934       |  |
| Ministro de Gobierno                          |        | Absalon Fernández de Soto     | Partido Liberal     | 29 de mayo de 1934       | 24 de julio de 1934      |  |
| Ministro de Gobierno                          |        | Francisco Cardona Santa       | Partido Liberal     | 25 de julio de 1934      | 7 de agosto de 1934      |  |
| (Canciller) Ministro de Relaciones Exteriores |        | Eduardo Santos Montejo        | Partido Liberal     | 7 de agosto de 1930      | 13 de diciembre de 1930  |  |
| (Canciller) Ministro de Relaciones Exteriores |        | Raimundo Rivas Escobar        |                     | 14 de diciembre de 1930  | 1931                     |  |
| (Canciller) Ministro de Relaciones Exteriores |        | Roberto Urdaneta Arbeláez     | Partido Conservador | 1931                     | 7 de agosto de 1934      |  |
| Ministro de Hacienda                          |        | Francisco de Paula Pérez      | Partido Conservador | 7 de agosto de 1930      | 28 de julio de 1931      |  |
| Ministro de Hacienda                          |        | Jesús María Marulanda Botero  | Partido Conservador | 28 de julio de 1931      | 9 de octubre de 1931     |  |
| Ministro de Hacienda                          |        | Roberto Urdaneta Arbeláez (e) | Partido Conservador | 9 de octubre de 1931     | 27 de noviembre de 1931  |  |
| Ministro de Hacienda                          |        | Esteban Jaramillo             | Partido Conservador | 27 de noviembre de 1931  | 7 de agosto de 1934      |  |
| Ministro de Guerra                            |        | Gral. Agustín Morales Olaya   | Partido Conservador | 7 de agosto de 1930      | 18 de julio de 1931      |  |
| Ministro de Guerra                            |        | Carlos Adolfo Urueta          | Partido Liberal     | 18 de julio de 1931      | septiembre de 1931       |  |
| Ministro de Guerra                            |        | Carlos Arango Vélez           | Partido Liberal     | septiembre de 1931       | 23 de mayo de 1932       |  |
| Ministro de Guerra                            |        | CT. Carlos Uribe Gaviria      | Partido Liberal     | 23 de mayo de 1932       | 29 de mayo de 1934       |  |
| Ministro de Guerra                            |        | Alberto Pumarejo Vengoechea   | Partido Liberal     | 29 de mayo de 1934       | 7 de agosto de 1934      |  |
| Ministro de Agricultura y Comercio            |        | Francisco José Chaux          | Partido Liberal     | 7 de agosto de 1930      |                          |  |
| Ministro de Agricultura y Comercio            |        | Sinforoso Ocampo              | Partido Conservador |                          | 7 de agosto de 1934      |  |
| Ministro de Industrias                        |        | Francisco José Chaux          | Partido Liberal     | 7 de agosto de 1930      | 7 de agosto de 1934      |  |
| Ministro de Educación                         |        | Abel Carbonell                |                     | 7 de agosto de 1930      | 1931                     |  |
| Ministro de Educación                         |        | Julio Carrizosa Valenzuela    |                     | 1931                     | 1933                     |  |
| Ministro de Educación                         |        | Pedro María Carreño           | Partido Conservador | 1933                     | 7 de agosto de 1934      |  |
| Ministro de Obras Públicas                    |        | Fabio Lozano Torrijos         | Partido Liberal     | 7 de agosto de 1930      | 13 de diciembre de 1930  |  |
| Ministro de Obras Públicas                    |        | German Uribe Hoyos            | Partido Liberal     | 13 de diciembre de 1930  | 1931                     |  |
| Ministro de Obras Públicas                    |        | Alfonso Araújo                | Partido Liberal     |                          | 7 de agosto de 1934      |  |
| Ministro de Correos y Telégrafos              |        | Tulio Enrique Tascon          | Partido Liberal     | 7 de agosto de 1930      | 28 de julio de 1931      |  |
| Ministro de Correos y Telégrafos              |        | Alberto Pumarejo Vengoechea   | Partido Liberal     | 28 de julio de 1931      | 29 de mayo de 1934       |  |
| Ministro de Correos y Telégrafos              |        | Alberto Camilo Suárez         |                     | 29 de mayo de 1934       | 7 de agosto de 1934      |  |

## Política interna
Su gobierno se conoció como de Concertación Nacional. 

### Derechos de la mujer
Promulgó la Ley 28 de 1932, de los derechos de la mujer, sobre su patrimonio y a la administración del mismo.

### Educación
Estimuló la educación pública y, en especial, el progreso del magisterio. Por decreto 227 de 1933, se hicieron extensivas las reformas de la instrucción primaria y secundaria a la enseñanza femenina. Además se constituyó el Fondo Nacional de Educación Pública. Se creó la Facultad de Ciencias de la Educación para hombres en Tunja (Boyacá), como dependencia de la Escuela Normal de Institutores, parte de la actual Universidad Pedagógica y Tecnológica de Colombia. La creación de un Fondo para ciegos en la Ley 24 de 1931. Se propuso la creación de una Universidad Popular con la Ley 65 de 1931.

## Orden público

### La Primera Violencia
Durante su gobierno se presentaron hechos de violencia en Boyacá ( en Chiquinquirá, el occidente de Boyacá, y en el norte en la región de Guicán), Santander ( la provincia de García Rovira) y algunos municipios de Norte de Santander; en estas regiones la burocracia conservadora de la provincia defendía sus cargos públicos contra las nuevas autoridades liberales. Se crearon grupos armados que se enfrentaron a la nueva policía liberal. Se produjo la Masacre de Capitanejo (Santander), y se acrecentó con el proceso de cedulación obligatoria. También se presentaron debates acalorados en el Congreso de la República, entre congresistas como Jorge Eliécer Gaitán, entre otros. La prensa de la época también contribuyo al clima de violencia.  La violencia interna cesó temporalmente con la guerra colombo-peruana.

### Intento de golpe de Estado
Durante su gobierno sufrió una conspiración para derrocarlo, en la que estaba involucrado su ministro de guerra, Carlos Arango Vélez. Enterado Olaya de la situación destituyó a Arango y en su lugar nombró al General Carlos Uribe Gaviria (hijo del fallecido Rafael Uribe), y se presentó con éste en una guarnición militar para hacer público su nombramiento, todo ello en apenas 3 horas, el 23 de mayo de 1932.

## Economía
Después de la crisis mundial generada por la Gran Depresión de 1929, se adoptó una política proteccionista que buscaba desarrollar las industrias nacionales y el mercado interno, además de reducir las importaciones. 
Los precios del café en el mercado internacional descendieron.

### Fundación de bancos
Mediante el decreto 711 de 1932, fundó el Banco Central Hipotecario para la financiación de las viviendas de tipo medio.  Se fundó la Caja de Crédito Agrario, Industrial y Minero, mediante el decreto 1998 de 1931, con el fin de ayudar a los pequeños agricultores.

### Explotación petrolera
Estimuló la producción de petróleo en la Región del Catatumbo (Norte de Santander). Se promulgó la Ley 37 de 1931, sobre el petróleo.

### Reformas laborales
Su gobierno se interesó por las reformas laborales en beneficio de los trabajadores: con la Ley 83 de 1931, se reconoció el derecho de asociación sindical. Otras leyes sobre el descanso dominical (en la Ley 75 de 1931 y decreto 1278 de 1931), y las vacaciones remuneradas; los trabajadores tuvieron algunas conquistas: la inembargabilidad parcial de los salarios, la ampliación del seguro de vida obligatorio, la reglamentación de las sociedades cooperativas, el estímulo al empleo a través de obras públicas, accidentes de trabajo (Ley 133 de 1931), la jornada de ocho horas de trabajo (excluía de este beneficio a los empleados de trabajos intermitentes y discontinuos, de vigilancia, de dirección y confianza, las labores agrícolas y de los criados domésticos) y otras medidas a través del decreto 895 de 1934.

### Estudios de reforma agraria
Los estudios realizados por su ministro de industrias, Francisco José Chaux, sirvieron de base para la ley de tierras de 1936, y las medidas intervencionistas que tomó para conjurar los problemas de la crisis, fueron un antecedente inmediato de las posiciones tomadas en la reforma constitucional del siguiente gobierno de Alfonso López Pumarejo.

## Obras públicas
Se realizó la construcción total del Puerto Local de Barranquilla, del Puerto de Cartagena, se avanzó en un 80% la construcción del Puerto de Buenaventura, la construcción de carreteras y ferrocarriles, además se construyó un nuevo acueducto en Bogotá.
En su gobierno se construyó el Cantón Norte de Bogotá.

## Relaciones Internacionales

### Relaciones Colombia-Estados Unidos
Olaya Herrera quien había sido embajador de Colombia en Estados Unidos entre 1922 y 1930. En su gobierno mantuvo las relaciones con Estados Unidos como cordiales, a pesar de verse deterioradas por la separación de Panamá en 1903, la Masacre de los Sastres en 1919 y la Masacre de las Bananeras en 1928, adoptando una legislación petrolera favorable a las compañías petroleras estadounidenses, cubrió la deuda externa nacional en una época en que muchos países latinoamericanos la suspendieron, recibiendo felicitaciones del gobierno estadounidense.

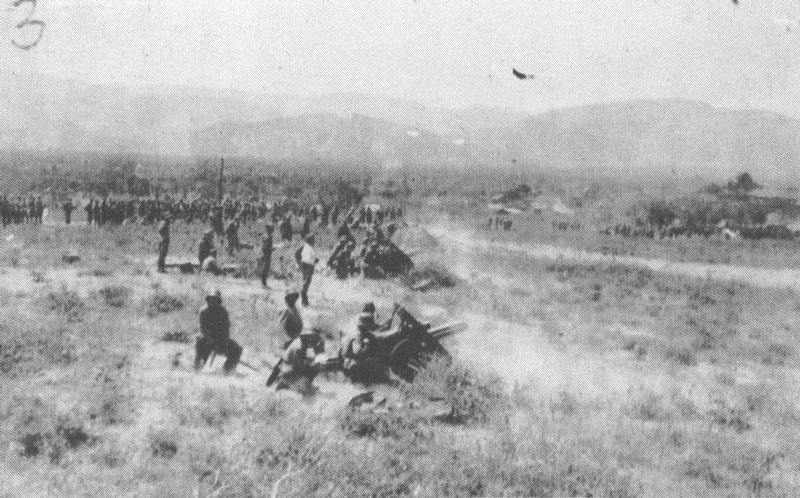
Artillería colombiana durante la guerra.

Recibió el 10 de julio de 1934, en Cartagena la primera visita de un presidente estadounidense a Colombia, con la visita del presidente Franklin Delano Roosevelt (primo quinto de Franklin, Theodore Roosevelt, fue el responsable de la separación de Panamá en 1903).

### Guerra colombo-peruana
En septiembre de 1932 el puerto de Leticia fue tomado por soldados peruanos; el general Alfredo Vázquez Cobo fue llamado para dirigir las operaciones armadas de Colombia. Después de varios enfrentamientos, la guerra terminó con la firma del Protocolo de Río de Janeiro en 1934.